# Liste der irischen Botschafter in Osttimor
Die Liste der irischen Botschafter in Osttimor führt die diplomatischen Vertreter Irlands in Osttimor auf.

## Hintergrund
2008 entsandte Irland mit Nuala O’Loan, Baroness O’Loan eine Sonderbotschafterin, die mit der osttimoresischen Regierung die Erfahrungen mit dem Friedensprozess in Nordirland teilen sollte. Irland unterhielt in Dili eine Repräsentanz (Escritório de Representação da Irland), die aber im Oktober 2012 aus Kostengründen geschlossen wurde. Sie wurde von der irischen Botschaft in Singapur aus verwaltet, dessen Botschafter neben Singapur und Osttimor auch für die Philippinen und Brunei zuständig wurde. Mit Pádraig Francis ist seit 2021 der Botschafter in Jakarta (Indonesien) für Osttimor zweitakkreditiert.
| Name             | Bild   | Amtszeit  | Anmerkungen                                               |
| Irland           | Irland | Irland    | Irland                                                    |
| ---------------- | ------ | --------- | --------------------------------------------------------- |
| ?                |        |           |                                                           |
| Geoffrey Keating |        | 2015–2019 | Akkreditierung: 17. Februar 2015                          |
| Patrick Bourne   |        | 2019–2023 | Ernennung: 4. Juni 2018 Akkreditierung: 28. Februar 2019  |
| Pádraig Francis  |        | seit 2023 | Ernennung: August 2021 Akkreditierung: 13. September 2023 |